# カイケ・ルイス・サントス・ダ・プリフィカソン
カイケ（Caíque）ことカイケ・ルイス・サントス・ダ・プリフィカソン（ポルトガル語: Caíque Luiz Santos da Purificação、1997年7月31日 - ）は、ブラジルのサッカー選手。ポジションはゴールキーパー。

## クラブ歴
2015年にECヴィトーリアでトップチームに昇格した。

## 代表歴
U-20代表として2017 南米ユース選手権に出場した。